# Estação Cuzco
Cuzco é uma estação da linha 10 do Metro de Madrid (Espanha). Está situada na praça do mesmo nome, sob o Paseo de la Castellana entre os distritos de Chamartín e Tetuán. Foi inaugurada em 10 de junho de 1982.